# DeAndre Jordan
Hyland DeAndre Jordan Jr. (Houston, 4 maart 1988) is een Amerikaans basketballer die sinds 2022 uitkomt voor de Denver Nuggets. Hij won met het Amerikaans basketbalteam de gouden medaille op de Olympische Zomerspelen 2016 in Rio de Janeiro. Met Denver won Jordan één keer de NBA-titel.

## Carrière

### Debuut bij de Clippers en evolutie naar basisspeler

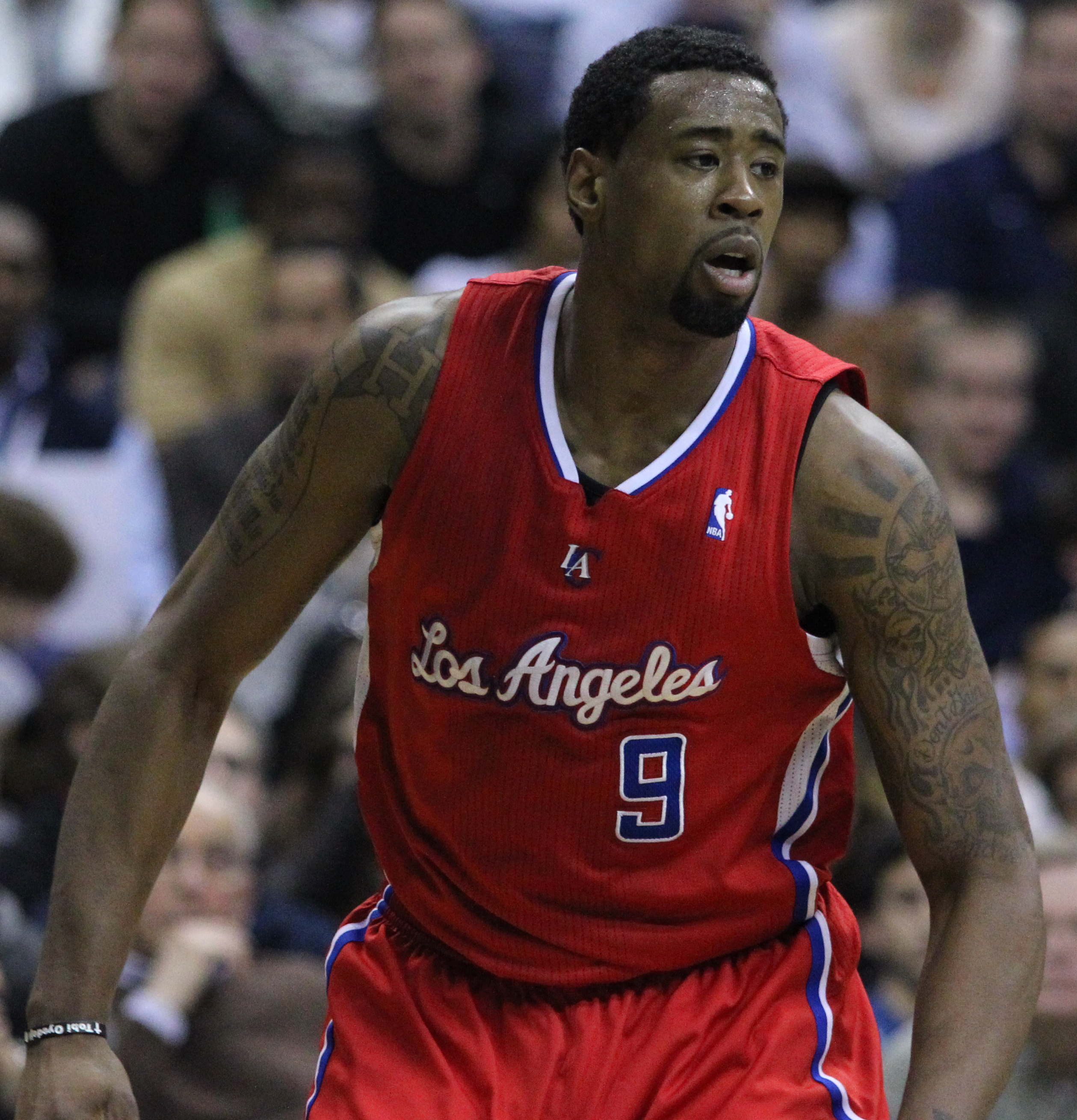
Jordan in 2011 bij de Clippers

Jordan speelde collegebasketbal tijdens het seizoen 2007/08 voor de Texas A&M Aggies, het team van de Texas A&M-universiteit. In de zomer van 2008 stelde hij zich beschikbaar voor de NBA draft en werd gekozen als 35e in de tweede ronde door de Los Angeles Clippers.. Op 1 november 2008 debuteerde Jordan  in de NBA tijdens een wedstrijd van de Clippers tegen de Utah Jazz. Als gevolg van blessures bij de Clippers mocht hij op 19 januari 2009 aantreden in de basisvijf van de Clippers, waar hij goed was voor 8 punten, 6 blockshots en 10 rebounds. Zowel in zijn rookie-seizoen als tijdens het seizoen 2009/10 werd Jordan verder vooral uitgespeeld vanop de bank. Vanaf het seizoen 2010/11 werd Jordan hoofdzakelijk als basisspeler uitgespeeld. Op 11 december 2011 tekende Jordan een contract bij de Golden State Warriors, maar 1 dag later evenaarden de Los Angeles Clippers het contract van Golden State, waardoor hij een nieuw contract tekende bij de Los Angeles Clippers. De Clippers kwalificeerden zich op het einde van het seizoen 2011/12 voor het eerst sinds 2006 voor de NBA Playoffs. In de eerste ronde wonnen de Clippers met 4-3 van de Memphis Grizzlies waarna er in de halve finale van de Western Conference in 4 weedstrijden werd verloren van de San Antonio Spurs. Tijdens het seizoen 2012/13 behaalde Jordan een 2p-shotpercentage van 64,3¨%, het beste percentage in dit NBA-seizoen.

### Vaste waarde bij de Clippers
Ook tijdens het seizoen 2013/14 was Jordan in alle 82 wedstrijden van de Clippers basisspeler. Met een gemiddelde 2p-shotpercentage van 67,6¨% scoorde Jordan opnieuw het beste van het seizoen. Daarnaast was Jordan ook goed voor een gemiddelde van 13,6 rebounds per wedstrijd, waarmee hij de beste rebounder van het seizoen was. Het daaropvolgende seizoen deed Jordan nog beter met een shotpercentage van 71,0% en een gemiddelde van 15 rebounds. Op het einde van het seizoen werd Jordan opgenomen in All-NBA Third Team en het NBA All-Defensive Team. Jordan was ook slechts de 5e speler in de NBA-geschiedenis die een seizoen kon afsluiten met een gemiddelde van minimaal 10 punten, 15 rebounds, 1 steal en 2 blockshots. In de playoffs van 2015 versloegen de Clippers in de eerste ronde de San Antonio Spurs waarna ze in de halve finale van de Western Conference met 4-3 verloren van de Houston Rockets. 
Op 3 juli 2015 raakte bekend dat Jordan een overeenkomst had bereikt met de Dallas Mavericks. Jordan begon kort nadien aan deze overeenkomst te twijfelen, waarna hij op 8 juli 2015 een nieuwe overeenkomst tekende bij de Clippers. Op 4 november 2015 plukte Jordan in een wedstrijd tegen de Golden State Warriors 13 rebounds, waarmee hij in totaal  uitkwam op 4.711 rebounds en zo de beste rebounder aller tijden van de Clippers werd. Op het einde van het seizoen 2015/16 werd Jordan gekozen in het All-NBA First Team en het NBA All-Defensive Team. 

### Olympisch kampioen (2016) en NBA All-star (2017)
In 2016 maakte Westbrook deel uit van de Amerikaanse selectie voor de Olympische Zomerspelen in Rio de Janeiro. Samen met onder andere Kevin Durant, Kyrie Irving, Carmelo Anthony en Klay Thompson behaalde Jordan Olympisch goud door in de finale Servië te verslaan. Jordan mocht in alle wedstrijden aantreden waarin hij goed was van 7,4 punten en 6,1 rebounds. Dankzij zijn prestaties bij de Clippers werd Jordan in januari 2017 voor het eerst geselecteerd voor het NBA All-Star Game.
Tijdens het seizoen 2017/18, het laatste seizoen van Jordan bij de Clippers, speelde Jordan op 26 januari 2018 tegen de Memphis Grizzlies zijn 716e wedstrijd voor de Clippers, waarmee hij beter deed dan Randy Smith en recordhouder werd bij de Clippers. Jordan sloot zijn periode bij de Clippers af met 750 wedstrijden op de teller, waarmee hij anno 2024 nog steeds recordhouder is. Anno 2024 is Jordan nog steeds recordhouder bij de Clippers op het het gebied van rebounds (7.988) en blockshots (1.277).

### 2018/19: Dallas Mavericks en New York Knicks
Op 6 juli 2018 tekende Jordan een contract voor één seizoen bij de Dallas Mavericks. Jordan begon sterk aan het seizoen met een double double in zijn eerste 6 wedstrijden voor Dallas. Ondanks zijn sterke prestaties werd Jordan op 31 januari 2019 samen met Dennis Smith Jr., Wesley Matthews en twee toekomstige draftkeuzes tegen Kristaps Porziņģis, Tim Hardaway Jr., Trey Burke en Courtney Lee geruild naar de New York Knicks. Jordan speelde 19 wedstrijden voor de Knicks die zich niet konden kwalificeren voor de playoffs. 

### 2019-2021: Brooklyn Nets
Op 6 juli 2019 tekende Jordan een contract voor 4 seizoenen bij de Brooklyn Nets. Jordan werd tijdens het seizoen 2019/20 voornamelijk uitgespeeld vanop de bank. Op 29 juni 2020 geraakte bekend dat Jordan besmet was met het COVID-19-virus waardoor hij de heropstart van de competitie op 31 juli aan zich liet voorbijgaan. Ondanks zijn statuut als bankzitter was Jordan wel de beste rebounder van de Nets. In zijn tweede seizoen bij de Nets werd Jordan wel vaker als basisspeler gebruikt. Als gevolg van contractperikelen en gesprekken over een mogelijke contractverbreking nam Jordan niet deel aan de 16 laatste wedstrijden van het seizoen.

### 2021-2024: Korte passages bij de Lakers en de 76ers en kampioen met de Denver Nuggets
Op 3 september 2021 werd Jordan tegen Sekou Doumbouya en Jahlil Okafor geruild naar de Detroit Pistons. Enkele dagen later werd het contract met Detroit al verbroken waarna Jordan op 9 september 2021 een contract tekende bij de Los Angeles Lakers., Aan de zijde van o.a. LeBron James, Anthony Davis, Russell Westbrook en Carmelo Anthony speelde Jordan bij de Lakers 32 wedstrijden vooraleer op 1 maart 2022 zijn contract door de Lakers werd ontbonden.. Twee dagen later tekende Jordan een contract bij de Philadelphia 76ers waar hij werd herenigd met Doc Rivers, zijn voormalige coach van bij de Clippers. Jordan speelde tijdens het seizoen 2021/22 nog 19 wedstrijden voor Philadelphia waarvan 3 in de playoffs.
Op 12 juli 2022 tekende Jordan een contract bij de Denver Nuggets. Jordan maakte tijdens het seizoen 2022/23 kreeg Jordan beperkte speelgelegenheid: in 39 wedstrijden speelde hij gemiddeld 15 minuten. Ook in de playoffs kwam Jordan amper aan spelen toe. Denver won voor het eerst in zijn bestaan de NBA-titel. Jordan kreeg in de finale-wedstrijden tegen de Miami Heat enkel drie minuten speeltijd in de laatste wedstrijd. Jordan speelde ook de twee daaropvolgende seizoenen nog voor Denver.

## Erelijst
- NBA-kampioen: 2023
- Olympische Spelen 2016
- NBA All-Star: 2017
- All-NBA First Team: 2016
- All-NBA Third Team: 2015, 2017
- NBA All-Defensive First Team: 2015, 2016
- Beste NBA-rebounder: 2014, 2015

## NBA-statistieken
| Legenda | Legenda                | Legenda | Legenda                 | Legenda | Legenda               |
| ------- | ---------------------- | ------- | ----------------------- | ------- | --------------------- |
| WG      | Wedstrijden gespeeld   | WS      | Wedstrijden als starter | MPW     | Minuten per wedstrijd |
| FG%     | Fieldgoal-percentage   | 3P%     | Drie-punterpercentage   | VW%     | Vrije-worppercentage  |
| RPW     | Rebounds per wedstrijd | APW     | Assists per wedstrijd   | SPW     | Steals per wedstrijd  |
| BPW     | Blocks per wedstrijd   | PPW     | Punten per wedstrijd    | Vet     | Hoogste in carrière   |

### Regulier NBA seizoen
| Seizoen  | Team                 | WG    | WS  | MPW  | FG%  | 3P%  | FW%  | RPW  | APW | SPW | BPW | PPW  |
| -------- | -------------------- | ----- | --- | ---- | ---- | ---- | ---- | ---- | --- | --- | --- | ---- |
| 2008/09  | Los Angeles Clippers | 53    | 13  | 14,6 | 63,3 | -    | 38,5 | 4,5  | 0,2 | 0,2 | 1,1 | 4,3  |
| 2009/10  | Los Angeles Clippers | 70    | 12  | 16,2 | 60,5 | 0    | 37,5 | 5,0  | 0,3 | 0,2 | 0,9 | 4,8  |
| 2010/11  | Los Angeles Clippers | 80    | 66  | 25,6 | 68,6 | 0    | 45,2 | 7,2  | 0,5 | 0,5 | 1,8 | 7,1  |
| 2011/12  | Los Angeles Clippers | 66    | 66  | 27,2 | 63,2 | 0    | 52,5 | 8,3  | 0,3 | 0,5 | 2,0 | 7,4  |
| 2012/13  | Los Angeles Clippers | 82    | 82  | 24,5 | 64,3 | -    | 38,6 | 7,2  | 0,3 | 0,6 | 1,4 | 8,8  |
| 2013/14  | Los Angeles Clippers | 82    | 82  | 35.0 | 67,6 | -    | 42,8 | 13,6 | 0,9 | 1,0 | 2,5 | 10,4 |
| 2014/15  | Los Angeles Clippers | 82    | 82  | 34,4 | 71,0 | 25,0 | 39,7 | 15,0 | 0,7 | 1,0 | 2,2 | 11,5 |
| 2015/16  | Los Angeles Clippers | 77    | 77  | 33,7 | 70,3 | 0    | 43,0 | 13,8 | 1,2 | 0,7 | 2,3 | 12,7 |
| 2016/17  | Los Angeles Clippers | 81    | 81  | 31,7 | 71,4 | 0    | 43,0 | 13,8 | 1,2 | 0,6 | 1,7 | 12,7 |
| 2017/18  | Los Angeles Clippers | 77    | 77  | 31,5 | 64,5 | -    | 58,0 | 15,2 | 1,5 | 0,5 | 0,9 | 12,0 |
| 2018/19  | Dallas Mavericks     | 50    | 50  | 31,1 | 64,4 | -    | 68,2 | 13,7 | 2,0 | 0,7 | 1,1 | 11,0 |
| 2018/19  | New York Knicks      | 19    | 19  | 26,0 | 63,4 | -    | 77,3 | 11,4 | 3,0 | 0,5 | 1,1 | 10,9 |
| 2019/20  | Brooklyn Nets        | 56    | 6   | 22,0 | 66,6 | -    | 68,0 | 10,0 | 1,9 | 0,3 | 0,9 | 8,3  |
| 2020/21  | Brooklyn Nets        | 57    | 43  | 21,9 | 76,3 | 0    | 50,0 | 7,5  | 1,6 | 0,3 | 1,1 | 7,5  |
| 2021/22  | Los Angeles Lakers   | 32    | 19  | 12,8 | 67,4 | -    | 46,2 | 5,4  | 0,4 | 0,3 | 0,8 | 4,1  |
| 2021/22  | Philadelphia 76ers   | 16    | 1   | 13,4 | 59,3 | -    | 71,4 | 5,8  | 0,5 | 0,1 | 0,6 | 4,6  |
| 2022/23  | Denver Nuggets       | 39    | 8   | 15,0 | 76,5 | 1,00 | 45,8 | 5,2  | 0,9 | 0,3 | 0,6 | 5,1  |
| 2023/24  | Denver Nuggets       | 36    | 2   | 11,0 | 62,4 | -    | 49,1 | 4,4  | 0,7 | 0,2 | 0,4 | 3,9  |
| 2024/25  | Denver Nuggets       | 56    | 5   | 12,3 | 65,0 | —    | 42,2 | 5,1  | 0,9 | 0,3 | 0,5 | 3,7  |
| Carrière | Carrière             | 1.111 | 791 | 25,1 | 67,4 | 15,4 | 47,5 | 9,7  | 0,9 | 0,5 | 1,4 | 8,5  |
| All-star | All-star             | 1     | 0   | 12,5 | 60,0 | 0    | -    | 3,0  | 2,0 | 0   | 0   | 6,0  |

### Play-offs
| Seizoen  | Team                 | WG | WS | MPW  | FG%   | 3P% | FW%   | RPW  | APW | SPW | BPW | PPW  |
| -------- | -------------------- | -- | -- | ---- | ----- | --- | ----- | ---- | --- | --- | --- | ---- |
| 2011/12  | Los Angeles Clippers | 11 | 11 | 22,7 | 52,5  | -   | 33,3  | 5,3  | 0,4 | 0,6 | 1,6 | 4,5  |
| 2012/13  | Los Angeles Clippers | 6  | 6  | 24,1 | 45,5  | -   | 22,2  | 6,3  | 0,2 | 0,2 | 1,7 | 3,7  |
| 2013/14  | Los Angeles Clippers | 13 | 13 | 34,0 | 73,0  | -   | 43,4  | 12,5 | 0,8 | 0,9 | 2,5 | 9,6  |
| 2014/15  | Los Angeles Clippers | 14 | 14 | 34,5 | 71,6  | -   | 42,7  | 13,4 | 1,1 | 1,1 | 2,4 | 13,1 |
| 2015/16  | Los Angeles Clippers | 6  | 6  | 33,1 | 63,2  | -   | 37,3  | 16,3 | 1,8 | 1,2 | 2,7 | 11,7 |
| 2016/17  | Los Angeles Clippers | 7  | 7  | 37,8 | 70,5  | 0,0 | 39,3  | 14,4 | 0,7 | 0,4 | 0,9 | 15,4 |
| 2021/22  | Philadelphia 76ers   | 3  | 2  | 10,2 | 100   | -   | -     | 2,3  | 0,3 | 0,0 | 0,7 | 3,3  |
| 2022/23  | Denver Nuggets       | 4  | 0  | 3,4  | 66,   | -   | 50,0  | 1,0  | 0,3 | 0,0 | 0,3 | 1,3  |
| 2023/24  | Denver Nuggets       | 2  | 0  | 6,5  | 50,0  | -   | 100,0 | 1,5  | 0,0 | 0,5 | 0,5 | 2,0  |
| 2024/25  | Denver Nuggets       | 7  | 0  | 5,1  | 100,0 | -   | 0,0   | 1,3  | 0,3 | 0   | 0,1 | 0,9  |
| Carrière | Carrière             | 73 | 59 | 25,7 | 67,0  | 0,0 | 40,4  | 9,2  | 0,7 | 0,6 | 1,7 | 8,0  |

0 Braun ·
1 Porter ·
5 Caldwell-Pope ·
6 Jordan ·
7 Jackson ·
8 Watson ·
10 White ·
11 Brown ·
13 Bryant ·
14 Smith ·
15 Jokić ·
21 Gillespie ·
22 Nnaji ·
27 Murray ·
31 Čančar ·
32 Green ·
50 Gordon ·
Coach Malone
4 Jimmy Butler · 
5 Kevin Durant · 
6 DeAndre Jordan · 
7 Kyle Lowry · 
8 Harrison Barnes · 
9 DeMar DeRozan · 
10 Kyrie Irving · 
11 Klay Thompson · 
12 DeMarcus Cousins · 
13 Paul George · 
14 Draymond Green · 
15 Carmelo Anthony · 
Coach Mike Krzyzewski